# ゼロ・ポイント駅
ゼロ・ポイント駅（ゼロポイントえき、ウルドゥー語:  زیرو پوائنٹ ریلوے اسٹیشن  、英語: Zero Point Railway Station）は、パキスタンシンド州にある駅である。
パキスタン・ハイデラバード - インド・ジョードプル間の鉄道路線において、パキスタン側の最後の駅となっている。
当駅は、コクラパールから8キロメートル離れたパキスタン＝インド国境のすぐそばに位置している。
ミールプル・ハース - ムナバオ間のメーターゲージ鉄道区間が広軌に変更された2006年2月に、当駅が建設された。
今日では、タール・エクスプレス (Thar Express) によるインド・パキスタン間の旅客の出入国管理および税関のために、当駅が利用されている。